# متین ستوده
متین‌السادات ستوده (زادهٔ ۲۲ اردیبهشت ۱۳۶۴) بازیگر اهل ایران است. او برای بازی در مجموعهٔ لیسانسه‌ها (۱۳۹۵–۱۳۹۶) نامزد جایزه حافظ بهترین بازیگر زن کمدی شد.

## زندگی هنری
متین ستوده در ۲۲ اردیبهشت ۱۳۶۴ در تهران زاده شد. پدر او اهل خرم‌آباد و اصالتاً لر و مدیر تصویربرداری بازنشسته صدا و سیما و مادرش معلم دبستان بود. او یک خواهر و برادر بزرگتر از خودش دارد. او از طریق پدرش همواره در صحنه حضور داشت و در مجموعه بازنشستگی نقش نوه شخصیتِ هادی اسلامی و در مجموعه این خانه دور است نقش نوه شخصیتِ حمیده خیرآبادی را بازی کرد.
ستوده تحصیلات دانشگاهی خود را در رشتهٔ مدیریت بازرگانی سپری کرد. او در سال ۱۳۸۷ در کارگاه بازیگری شرکت کرد و در یک تله‌فیلم منشی صحنه شد.
ستوده در مهر ۱۳۹۸ و پس از آنکه پوشش او در اکران خصوصی فیلم سینمایی مسخره‌باز با واکنش برخی رسانه‌ها مواجه شد، به دادسرای ارشاد احضار شد. او در نهایت با قرار کفالت آزاد شد. اما واکنش‌ها به پوشش مهمانان زن در آن مراسم تا آنجا پیش رفت که برخی نمایندگان مجلس، از احضار وزیر ارشاد ایران به مجلس برای پاسخگویی خبر دادند.

## فیلم‌شناسی

### فیلم سینمایی
| سال  | نام فیلم     | کارگردان           | نقش                    |
| ---- | ------------ | ------------------ | ---------------------- |
| ۱۳۹۴ | خانه دیگری   | بهنوش صادقی        | پرستو                  |
| ۱۳۹۵ | نرگس مست     | سید جلال الدین دری | مرضیه                  |
| ۱۳۹۵ | زرد          | مصطفی تقی‌زاده      | همسر سابق شهاب / ستاره |
| ۱۳۹۶ | ترمینال غرب  | قربانعلی طاهرفر    |                        |
| ۱۳۹۸ | سه کام حبس   | سامان سالور        |                        |
| ۱۴۰۴ | گلدان شیشه‌ای | امیر پروانه        |                        |

### مجموعه تلویزیونی
| سال       | نام مجموعه            | کارگردان                                          | نقش         |
| --------- | --------------------- | ------------------------------------------------- | ----------- |
| ۱۳۷۰–۱۳۷۴ | این خانه دور است      | بیژن بیرنگ، مسعود رسام                            | پرستو       |
| ۱۳۸۸      | عملیات ۱۲۵            | محمدرضا آهنج                                      |             |
| ۱۳۸۹–۱۳۹۰ | سه دونگ، سه دونگ      | شاهد احمدلو                                       | نگین سلیمی  |
| ۱۳۹۱      | زمانه                 | حسن فتحی                                          | ستاره       |
| ۱۳۹۲      | پروانه                | جلیل سامان                                        | نیلوفر      |
| ۱۳۹۲      | یادآوری               | حجت قاسم‌زاده اصل                                  | شیوا سعادت  |
| ۱۳۹۳      | فاخته                 | محمود معظمی                                       | مینو        |
| ۱۳۹۴      | میکائیل               | سیروس مقدم                                        | مهری موحد   |
| ۱۳۹۴      | غیرعلنی               | مهرداد خوشبخت                                     | دختر عنایت  |
| ۱۳۹۵      | در قصه‌ها زندگی می‌کنند | داوود بیدل                                        |             |
| ۱۳۹۵      | چرخ فلک               | عزیزالله حمیدنژاد، بهرام عظیم پور، احسان عبدی پور | شراره       |
| ۱۳۹۵      | لیسانسه‌ها ۱           | سروش صحت                                          | ترانه مهاجر |
| ۱۳۹۶      | لیسانسه‌ها ۲           | سروش صحت                                          | ترانه مهاجر |
| ۱۳۹۶      | سارق روح              | احمد معظمی                                        |             |
| ۱۳۹۷      | سر دلبران             | محمدحسین لطیفی                                    | راضیه       |
| ۱۳۹۸      | فوق لیسانسه‌ها         | سروش صحت                                          | ترانه مهاجر |
| ۱۴۰۳      | مهیار عیار            | سید جمال سیدحاتمی                                 | خاتون       |

### نمایش خانگی
| سال  | نام مجموعه            | کارگردان        | نقش                |
| ---- | --------------------- | --------------- | ------------------ |
| ۱۳۹۷ | رالی ایرانی (فصل دوم) | آرش معیریان     | شرکت کننده         |
| ۱۴۰۰ | شب‌های مافیا           | سعید ابوطالب    | شرکت کننده         |
| ۱۴۰۰ | آهوی من مارال         | مهرداد غفارزاده | الناز              |
| ۱۴۰۰ | جادوگر                | مسعود اطیابی    | شیوا دانیالی       |
| ۱۴۰۱ | تو آدم بشو نیستی      | امیر سلیمانی    |                    |
| ۱۴۰۲ | ناتو                  | مهدی صفی‌یاری    | شرکت‌کننده          |
| ۱۴۰۲ | ارتش سری              | سعید ابوطالب    | شرکت‌کننده          |
| ۱۴۰۲ | عقرب عاشق             | حسین سهیلی‌زاده  | فرشته شرفی، آکسیون |
| ۱۴۰۲ | تی‌ان‌تی                | حامد آهنگی      | شرکت کننده         |
| ۱۴۰۳ | جوکر۲                 | احسان علیخانی   | شرکت کننده         |
| ۱۴۰۳ | شام ایرانی            | سعید ابوطالب    | شرکت کننده         |